# Convento di San Francesco (Colle di Val d'Elsa)
Il convento di San Francesco si trova a Colle di Val d'Elsa.

## Storia e descrizione
Nel 1229 fu concesso al Beato colligiano Pietro Gargalini, francescano, il permesso di costruire un oratorio. In quell'anno, con apposita Bolla, papa Gregorio IX delegava il Padre Priore dei Domenicani di Siena di benedire la posa della prima pietra. Fu pertanto uno dei primi insediamenti francescani in Toscana.
Lo stile della chiesa rispettava i canoni francescani, che volevano le chiese essenziali e severe, con pareti spoglie e tetto a vista. La “chiesa fienile” o “a capanna” trovava nella Chiesa di San Francesco un esempio fedele. 
Quattro monofore ogivali si aprivano su ciascuna parete, mentre una, più grande, si trovava sopra il portale di ingresso.
La volta del coro, secondo alcuni documenti del 1336, doveva essere affrescata.
Otto capriate costituivano la copertura lignea del tetto che doveva essere coperto da un tavolato decorato.
Il Convento doveva essere dotato di due chiostri.
Nel 1338 fu ultimata la costruzione del ponte, a nove arcate, che collega il convento alla città.
Danneggiata durante l'assedio di Colle da parte delle truppe del Duca Alfonso di Calabria del 1479, fu nuovamente consacrata nel 1485.

Versando in stato di degrado, nel corso del Settecento subì necessari lavori di restauro, con i tamponamenti delle finestre laterali e la loro sostituzione con finestroni rettangolari e la realizzazione di una volta.
Alcune delle vetrate che ornavano la chiesa furono tolte ed utilizzate per altre chiese: la vetrata con Santa Caterina, tolta nel 1736, è ora presso la Chiesa di Santa Caterina in Colle Alta, mentre le vetrate raffiguranti San Lodovico e San Biagio si trovano ora presso il Duomo di Siena.
Il ciclo pittorico presente sulle pareti è stato, nel corso del tempo, coperto da imbiancature.
Risale al 1740 il monumento funebre del musicista ed organista del Convento Antonio Giacobbi.

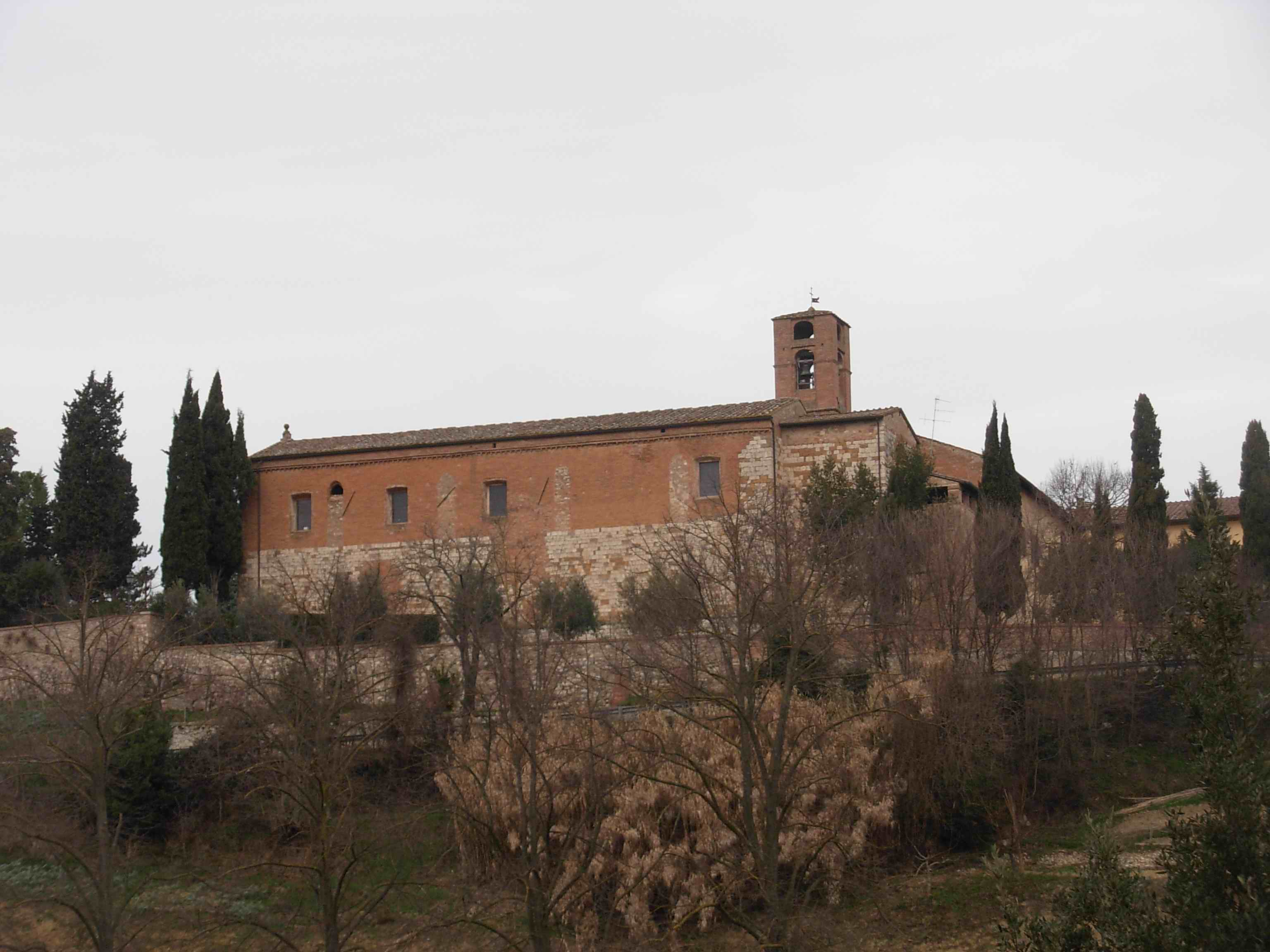
Lato Sud

Nel periodo dal 1767 al 1809 il Convento ha svolto anche la funzione di Ospedale pubblico ed il chiostro fu utilizzato per la sepoltura dei morti.
Nel 1866 il Convento fu soppresso e le sue opere d'arte rimosse: San Ludovico di Tolosa e San Francesco da un polittico di Lippo Memmi, la Madonna con Bambino di Sano di Pietro e la Madonna con Bambino con i Santi Domenico e Francesco di Pier Francesco Fiorentino si trovano ora presso la Pinacoteca Nazionale di Siena. Fino al 1883 è stato utilizzato anche come caserma militare subendo notevoli danni. Nello stesso anno il Convento fu nuovamente restaurato e per breve tempo destinato a sede delle Missioni estere dei PP.MM.CC. di San Francesco.
La destinazione a Seminario Vescovile risale al 1940 per volere del Vescovo di Colle di Val d'Elsa Francesco Niccoli, che nel 1937 acquisì i locali ed iniziò una nuova ristrutturazione.
Un ultimo restauro è avvenuto nel 1992 ed ha consentito di riscoprire parte degli originari affreschi attribuibili a Cennino Cennini, a Giovanni Maria Tolosani ed a Pier Francesco Fiorentino.